# PH燈

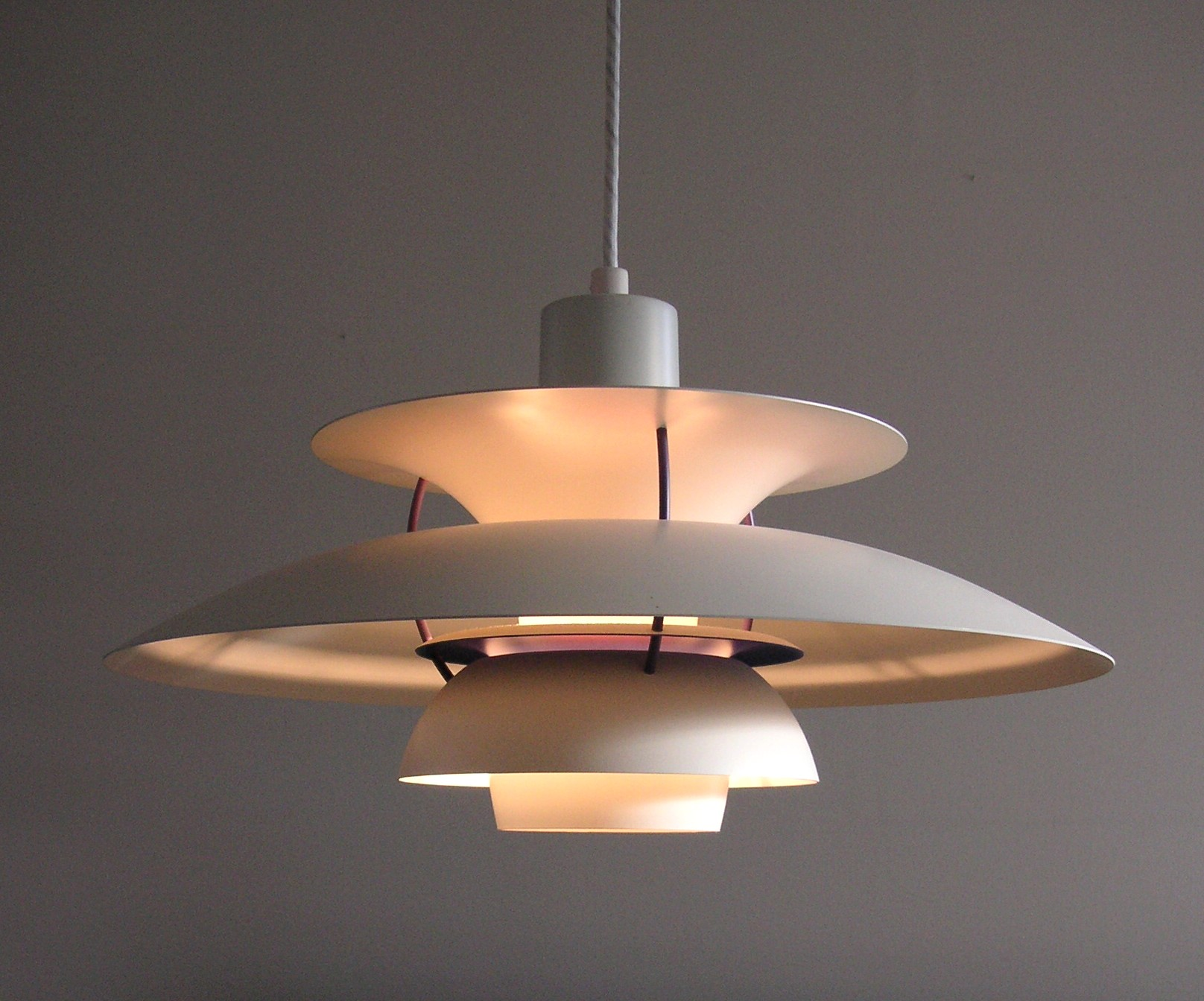
PH5燈，設計於1958年

PH燈（丹麥文：PH-lampe）是一系列由丹麥設計師保爾·漢寧森設計的燈具，設計時間可能是在1926年及以後。這種燈被設計成擁有多重同軸心遮板以輻射眩光，同時它只發出反射光，模糊了真正的光源 。現在這種燈依然在生產。